# Keyword stuffing
Keyword stuffing (in lingua italiana: ripieno o  imbottitura di parole chiave) è un termine relativo all'ambito web e seo che indica l'utilizzo di tecniche considerate poco corrette al fine di aumentare la propria visibilità sui motori di ricerca. In altre parole: ripetere in un testo la keyword da ottimizzare fino all'esasperazione. Tale "tecnica" è ormai malvista dai principali motori di ricerca.

## Termine
Il termine deriva dalle parole keyword, che nel web marketing e nel posizionamento sui motori di ricerca ha assunto il significato di "gruppo di parole su cui è incentrata la pagina web in questione" (Es. "costruire una capanna, costruzione capanna" sono esempi di keyword per una pagina web che tratti della costruzione di capanne) e stuffing, ovvero "imbottitura", "ripieno".

## Tecniche di keyword stuffing
Tra le varie tecniche usate nel keyword stuffing vi possiamo riconoscere due filoni nettamente contraddistinti:
- fake keyword stuffing
- real keyword stuffing

### Fake keyword stuffing
Si tratta di una tecnica che prevede la scrittura della pagina web pregna di parole chiave per altri ambiti, non correlati al tema stesso della pagina (per esempio, con meta tag a sfondo sessuale) e contenuti nascosti sempre non attinenti al tema della pagina web che, ricevendo molte visite anche grazie all'indicizzazione su diversi temi nei motori di ricerca, scala molte posizioni nelle SERP.

### Real keyword stuffing
È una tecnica meno pericolosa ma sempre deprecata di keyword stuffing, che consiste nel redigere una pagina scrivendo un altissimo numero di volte la stessa frase, lo stesso contenuto per cui vorremmo essere ben indicizzati nelle SERP.
Per non guastare l'aspetto della pagina tante di queste ripetizioni vengono spesso celate ai visitatori "fisici" mediante varie tecniche.

## Tecniche per mascherare il keyword stuffing
Per mascherare questi atteggiamenti poco coscienti da parte di avventati (e poco esperti) webmaster vengono utilizzati nella maggioranza dei casi escamotage via CSS che rendono impossibile alla persona fisica la localizzazione di questi "tranelli" per i motori di ricerca.

### CSS display
In molti utilizzano posizionare all'interno della pagina web un contenitore che come attributo CSS abbia:
```
div
.
mio_contenitore
 
{

 
display
:
none
;

 
}

```

non considerando che ormai i motori hanno imparato a non seguire i contenuti non visibili anche agli utenti fisici.

### Colori contingenti
Su pagine a sfondo bianco si è soliti mascherare le keyword "di troppo" applicando esclusivamente al loro contenitore lo stesso colore dello sfondo della pagina:
```
p
.
keyword
 
{

 
background-color
:
#ffffff
;

 
}

```

Tecnica che oggi i vari crawler dei motori di ricerca riescono tranquillamente a scovare.

### META tag "furbi"
In molte pagine web fino a molti anni fa era molto facile, analizzando il codice sorgente, ritrovarsi meta tag simili:
```
<
meta
 
name
=
"keywords"
 
content
=
"sesso, orgia, video erotici, "
 
/>

```

perché la pagina risultasse in cima a molte SERP.
Questa tecnica oggi è completamente inutile, in quanto Google ha più volte dichiarato negli ultimi anni, che non presta la minima attenzione al contenuto del meta tag "keyword".

## Vantaggi di queste tecniche
Al momento attuale il keyword stuffing è diventata una pratica oltremodo controproducente per il posizionamento e l'ottimizzazione di un sito web. Di fatto è una sovra-ottimizzazione tutt'altro che necessaria, per quanto intuitiva e semplice possa sembrare; alla prova dei fatti non esiste alcuna prova concreta che si tratti di un fattore realmente efficace, comunque da non utilizzare in nessun caso perché ignorato da Google, e frequente causa di penalizzazioni per spam.
Utilizzando una delle tecniche sopra descritte si hanno altissime percentuali di finire nelle blacklist dei motori di ricerca, con conseguente rimozione da tutte le SERP: oramai i motori hanno elaborato tecniche in grado di smascherare molti dei più comuni atteggiamenti poco etici dei webmaster (nella stessa categoria: cloaking, usare pagine di doorway), ed è quindi diventato totalmente inutile utilizzare queste tecniche per aspirare a solidificare la propria presenza sui motori di ricerca più comuni.
Inoltre, connesso a questo argomento, dobbiamo ricordare che keyword density e keyword in generale hanno praticamente perso tutto il peso acquistato a fine anni novanta nel ranking di una pagina web.